# کشیشتف کوپچینسکی
کشیشتف کوپچینسکی (لهستانی: Krzysztof Kopczyński؛ تلفظ لهستانی: [ˈkʂɨʂtɔf]؛ زادهٔ ۲۱ مهٔ ۱۹۵۹) فیلم‌ساز مستند و پدیدآور اهل لهستان است.
از فیلم‌ها یا مجموعه‌های تلویزیونی که وی در آن‌ها نقش داشته‌است، می‌توان به «دیبوک: روایتی از ارواح سرگردان» (۲۰۱۵) اشاره نمود.